# Évriguet
Évriguet é uma comuna francesa na região administrativa da Bretanha, no departamento de Morbihan. Estende-se por uma área de 4,98 km². Em 2010 a comuna tinha 194 habitantes (densidade: 39 hab./km²).